# Гулисашвили, Василий Захарьевич
Василий Захарьевич Гулисашвили (23 апреля 1903, Сагареджо, Российская империя — 19 октября 1979, Тбилиси, Грузинская ССР, СССР) — советский и грузинский лесовод, геоботаник и эколог, доктор сельскохозяйственных наук, профессор, академик АН Грузинской ССР.

## Биография
Родился 23 апреля 1903 года в семье писателя и педагога Захария Гулисашвили.
В 1926 году окончил лесохозяйственный факультет, а в 1930 — факультет химической технологии древесины Ленинградской лесотехнической академии.
С 1931 по 1979 год занимал должности профессора Грузинского сельскохозяйственного института и Тбилисского университета, а также директора Института леса АН Грузинской ССР (с 1945 по конец жизни).
Жил в Тбилиси, ул. Пекинская, 2.
Скончался 19 октября 1979 года в Тбилиси.
В 1980 году его именем назван Институт леса.

## Научные работы
Основные научные работы посвящены биологии и экологии древесных пород, изучению ландшафтных зон Закавказья.
- Гулисашвили В. З. Подземная ярусность, ветроустойчивость и рубки елово-лиственных насаждений. — Л., 1934. — 44 с.
- Гулисашвили В. З. Физические свойства лесных почв и их изменения под влиянием лесохозяйственных мероприятий / В. З. Гулисашвили, А. И. Стратонович. — Л., 1935. — 148 с.
- Гулисашвили В. З. Рубки в горных лесах. — М.—Л., 1948. — 36 с.
- Гулисашвили В. З. Горное лесоводство. — М.—Л., 1956. — 354 с.
- Гулисашвили В. З. Общее лесоводство. — Тбилиси, 1957. — 460 с.
- Гулисашвили В. З. Природные зоны и естественно-исторические области Кавказа. — М., 1964. — 327 с.
- Гулисашвили В. З. Происхождение древесной растительности субтропического и умеренного климатов и развитие её наследственных особенностей. — Тбилиси, 1967. — 217 с.
- Гулисашвили В. З. Стадийность в развитии растений в связи с их происхождением. — Тбилиси, 1969. — 94 с.
- Гулисашвили В. З. Практика ведения выборочного хозяйства в горных лесах. — М., 1970. — 96 с.
- Гулисашвили В. З. Растительность Кавказа / В. З. Гулисашвили, Л. Б. Махатадзе, Л. И. Прилипко. — М., 1975. — 233 с.
- Гулисашвили В. З. Превращения запасных веществ у древесных растений в связи с зимостойкостью / В. З. Гулисашвили, А. А. Канделаки, Е. Е. Капанадзе. — Тбилиси, 1979. — 71 с.
- Гулисашвили В. З. Саванны — редколесья. — Тбилиси, 1980. — 99 с.
- Гулисашвили В. З. Леса и древесные породы субтропиков. — Тбилиси, 1983. — 94 с.

## Награды
- Орден Ленина
- 4 ордена Трудового Красного Знамени
- Лауреат Государственной премии Грузинской ССР